# دانشگاه متدیست جنوبی
دانشگاه متدیست جنوبی (به انگلیسی: Southern Methodist University) یک دانشگاه تحقیقاتی خصوصی در یونیورسیتی پارک واقع در کلان‌شهر دالاس در شمال ایالت تگزاس آمریکا است که در سال ۱۹۱۱ میلادی بنیان‌گذاری شده‌است.

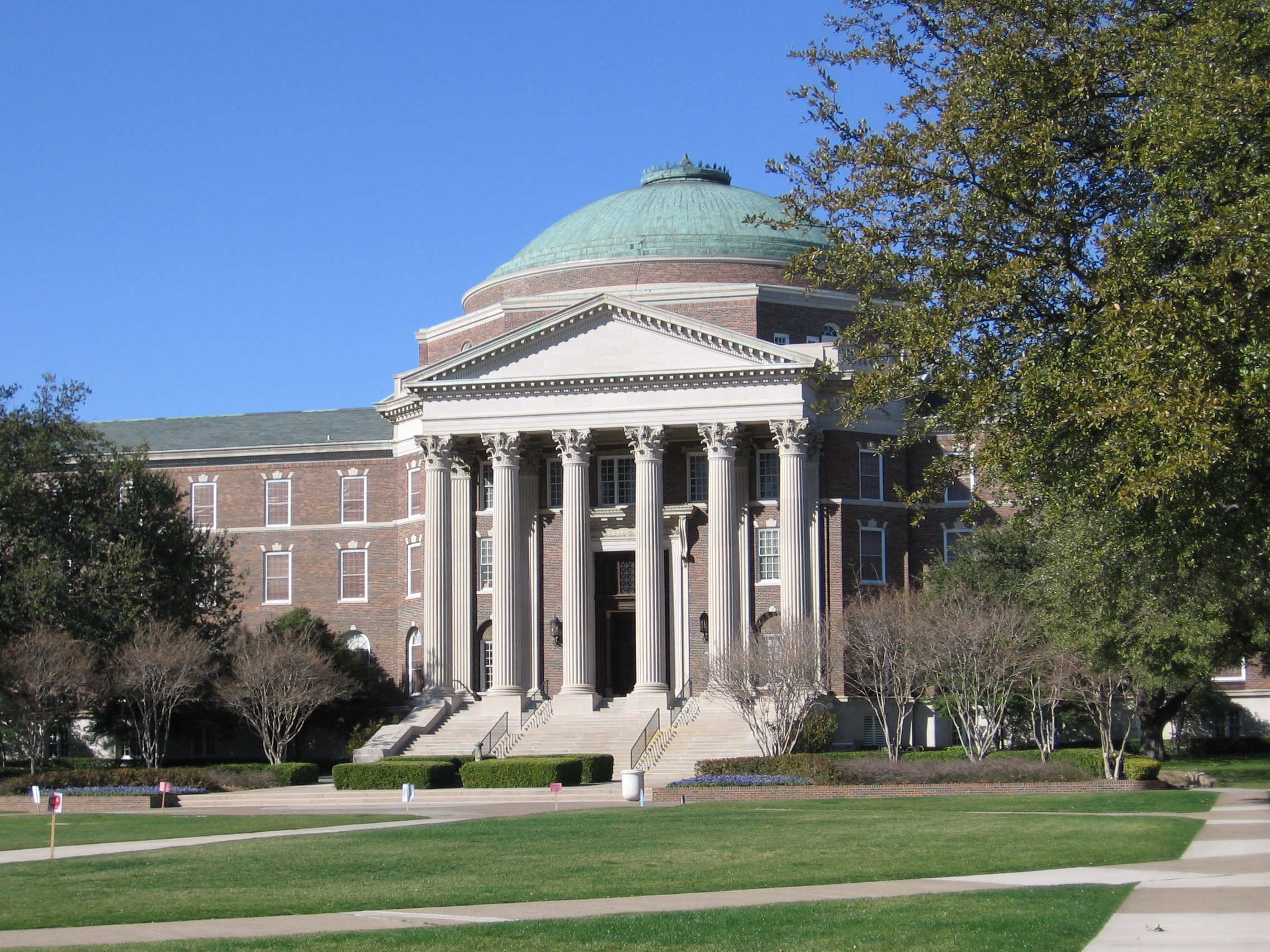
نمایی از دانشگاه